# Język martwy

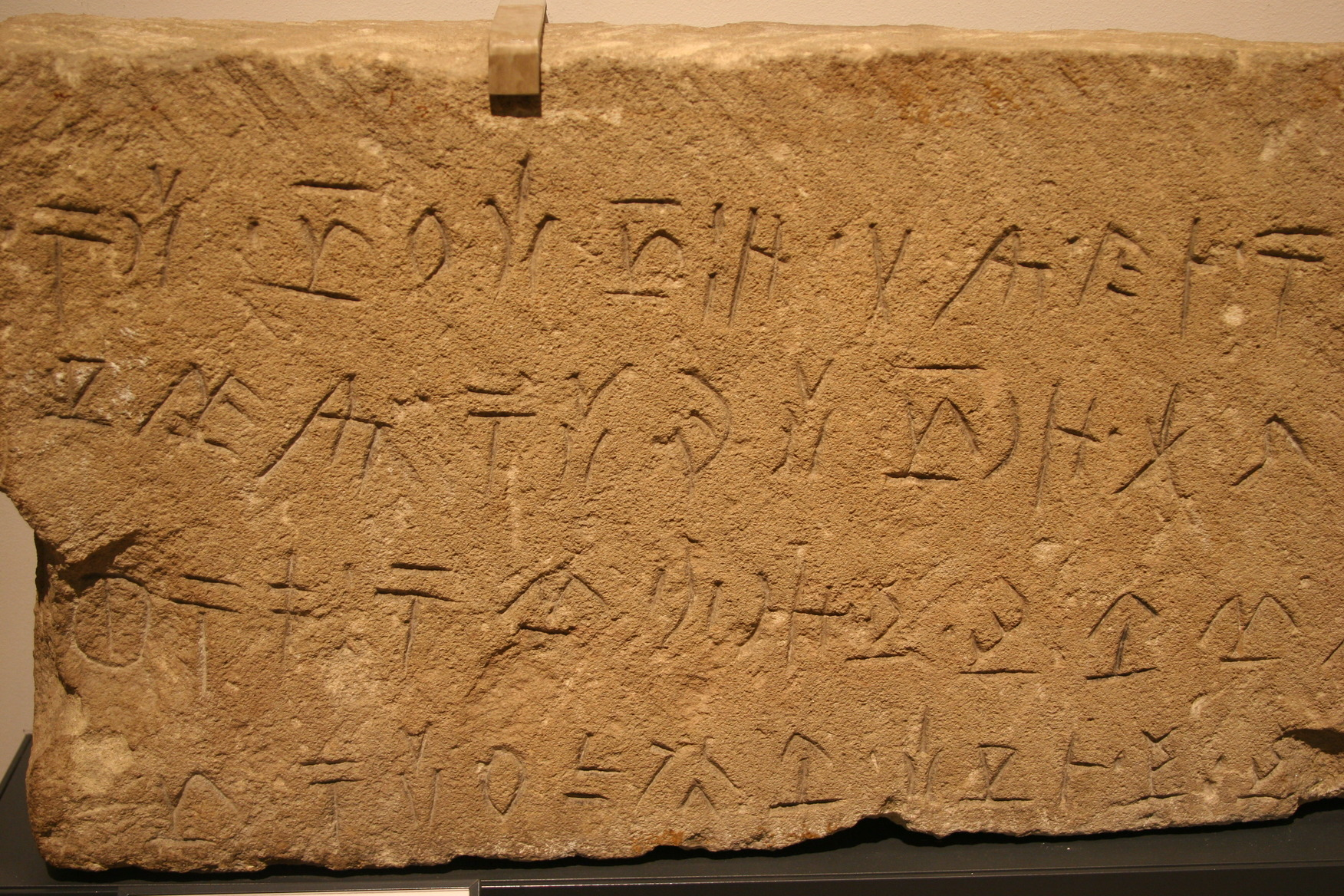
Inskrypcja w wymarłym języku eteocypryjskim

Język martwy – język, który nie jest używany przez zwartą grupę etniczną lub taki, który ma obecnie rozproszoną społeczną bazę osób posługujących się nim. W pierwszym przypadku taki język jest nazywany wymarłym, w drugim zaś – nieżywym. Często przywoływanym przykładem języka martwego jest łacina używana w Kościele katolickim, która spełnia oba powyższe warunki. Języki zasadniczo martwe mogą być w określonych warunkach przywrócone do życia. Tak się stało z językiem hebrajskim.